# Tameo Ide
Tameo Ide (井出 多米夫, Ide Tameo, Shizuoka, 27 november 1908 – 17 augustus 1998) was een Japans voetballer die als middenvelder speelde.

## Clubcarrière
Ide speelde voor Tokyo OB Club. Ide veroverde er in 1933 de Beker van de keizer.

## Japans voetbalelftal
Tameo Ide maakte op 25 mei 1930 zijn debuut in het Japans voetbalelftal tijdens een Spelen van het Verre Oosten tegen Filipijnen. Tameo Ide debuteerde in 1930 in het Japans nationaal elftal en speelde 1 interland.

## Statistieken
| Japans voetbalelftal | Japans voetbalelftal | Japans voetbalelftal |
| Jaar                 | Wed.                 | Dlp.                 |
| -------------------- | -------------------- | -------------------- |
| 1930                 | 1                    | 0                    |
| Totaal               | 1                    | 0                    |